# Joyeux Départ
Pour plus de détails, voir Fiche technique et Distribution.
Joyeux Départ (Χαρούμενο ξεκίνημα (Charoumeno xekinima)) est un film grec réalisé par Dínos Dimópoulos et sorti en 1954.

## Synopsis
Deux groupes, trois hommes d'un côté et trois femmes de l'autre, se font concurrence. Leur rivalité se mesure par le nombre de passages à la radio athénienne. Très vite, des intrigues amoureuses se lient.

## Fiche technique
- Titre : Joyeux Départ
- Titre original : Χαρούμενο ξεκίνημα (Charoumeno xekinima)
- Réalisation : Dínos Dimópoulos
- Scénario : Asimakis Gialamas (el)
- Direction artistique : Markos Zervas
- Décors : Markos Zervas
- Costumes :
- Photographie : Aristidis Karydis Fuchs
- Son : Markos Zervas
- Montage : Dínos Katsourídis
- Musique : Kostas Kapnisis (en) et Lycourgos Markeas
- Lyrics :
- Direction musicale : Giorgos Katsaros
- Chorégraphie  : Apollon Gavrilidis
- Production :  Finos Film
- Pays d'origine :  Grèce
- Langue : grec
- Format :  Noir et blanc
- Genre :  Comédie musicale
- Durée : 87 minutes
- Dates de sortie : 1954

## Distribution
- Giorgos Iconomidis (el)
- Dinos Iliopoulos (el)
- Katia Linta
- Vassílis Avlonítis
- Margarita Papageorgiou
- Georgía Vassiliádou
- Níkos Rízos
- Rena Stratigou (en)
- Yorgos Damasiotis (el)
- Margarita Labrinou
- Stavros Xenidis (en)